# Leptobrachium buchardi
Leptobrachium buchardi là một loài lưỡng cư thuộc họ Megophryidae.
Đây là loài đặc hữu của Lào.
Môi trường sống tự nhiên của chúng là vùng núi ẩm nhiệt đới hoặc cận nhiệt đới.
Chúng hiện đang bị đe dọa vì mất môi trường sống.